# Burlington (Karolina Północna)
Burlington – miasto w Stanach Zjednoczonych, w stanie Karolina Północna, w hrabstwie Alamance.
Miasta partnerskie:
- Gwacheon, Korea Południowa
- Soledad de Graciano Sánchez, Meksyk